# Echinaria capitata
Echinaria capitata là một loài thực vật có hoa trong họ Hòa thảo. Loài này được (L.) Desf. mô tả khoa học đầu tiên năm 1799.